# Omar Suleiman
Omar Suleiman (عمر سليمان en árabe; 2 de julio de 1936-19 de julio de 2012) fue un general del ejército, político, diplomático y oficial de inteligencia egipcio que se desempeñó como director general de la agencia nacional de inteligencia de Egipto (EGID), en cuyo cargo había estado desde 1993. En su papel como director de la EGID, el diario británico The Daily Telegraph lo llegó a considerar como «uno de los jefes más poderosos del mundo de espionaje». La revista Foreign Policy lo clasificó como el más poderoso jefe de inteligencia de Oriente Medio, por delante del jefe del Mosad, Meir Dagan.

## Primeros años y educación
Suleiman nació en Quena, en el sur de Egipto. Dejó su natal Quena para ir a El Cairo en 1954, a la edad de diecinueve años, para inscribirse en la prestigiosa Academia Militar de Egipto. Recibió entrenamiento militar adicional en la Unión Soviética en la Academia Militar Frunze de Moscú. Por otra parte, obtuvo una licenciatura y una maestría en Ciencias Políticas por la Ain Shams y la Universidad de El Cairo a mediados de la década de 1980. Suleiman fue trasladado a la inteligencia militar, donde comenzó lo que sería una larga relación entre Egipto y los Estados Unidos.

## Jefe de la Oficina de Inteligencia
Suleiman se convirtió en el jefe de la inteligencia egipcia en 1993. Su nombre fue lanzado en los medios de comunicación alrededor de 2000, rompiendo la tradición de mantener el nombre del jefe de la Inteligencia egipcia en secreto, siendo antes conocido solo por altos funcionarios del gobierno. Suleiman ha adquirido un perfil más público al intentar llegar a un acuerdo entre los diferentes grupos armados palestinos que compiten por el poder en Gaza como enviado de la presidencia del presidente Hosni Mubarak, así como de recibir ofertas de servicios de intermediación o treguas entre los palestinos e Israel. Su papel percibido en las negociaciones entre los grupos palestinos le dieron la imagen de una figura efectiva detrás de escena en el gobierno egipcio, así como considerarse potencialmente útil en los gobiernos extranjeros como los de los países árabes, Israel, los Palestinos y los Estados Unidos.

## Rol político final
En los últimos años, debido a su rol en el escenario político regional y la falta de un candidato alternativo aceptable para Hosni Mubarak, se especuló que Suleiman tendría éxito como sucesor de Mubarak en la presidencia. Ni Suleiman ni el Partido Nacional Democrático hablaron de esto o comentado sobre el futuro papel político de Suleiman.
El 29 de enero de 2011, fue nombrado vicepresidente de Egipto durante las protestas civiles, poniendo fin a una vacante en la posición que duró casi 30 años. El 10 de febrero a las 11 horas de la noche tomó parte de las funciones presidenciales tras la cesión de parte de ese poder por parte del presidente, Hosni Mubarak, anunciando su renuncia del poder y se convirtió en intermediario entre el ejército, el garante real del poder, y su persona.
La Comisión Electoral lo consideró no apto para participar en las elecciones presidenciales de 2012.
Falleció el 19 de julio de 2012 debido a problemas cardíacos y pulmonares. Otras teorías apuntan a que pudo ser víctima, no oficial, del atentado de Damasco del 18 de julio de 2012. Posteriormente, trasladado a Estados Unidos en secreto, se comunicó su muerte.